# 王學謨
王學謨（？—？），字子揚，號河汀，陝西西安府同州朝邑縣人，匠籍，明朝政治人物。

## 生平
嘉靖三十一年（1552年）壬子科陝西鄉試第四十名舉人。嘉靖三十二年（1553年）中式癸丑科會試第二百二十六名，三甲第二十三名進士。大理寺观政，授山西太谷知县，升南户部主事。歷升山西岢岚兵备副使，隆庆二年（1568年）二月论山西石州被虏功罪，坐谪戍边。萬曆初陕西撫臣曹金举荐遗才，十一年（1583年）八月起復山西大同兵备副使，九月被劾冠带闲住。二十三年十月復起山东海道副使，兵备登州，二十五年三月調兖西道，八月升山西右參政，告归卒

## 家族
曾祖王文美；祖父王崑；父王世卿，母梁氏。兄王学诗（嘉靖十九年庚子举人）、王学誠（生员）、王學古（举人、进士）、学诰、学仕、学诵、弟学让、化行、学诲。